# فیل اودانل
فیل اودانل (انگلیسی: Phil O'Donnell; ۲۵ مارس ۱۹۷۲ – ۲۹ دسامبر ۲۰۰۷) بازیکن فوتبال اهل بریتانیا بود.
از باشگاه‌هایی که در آن بازی کرده‌است می‌توان به باشگاه فوتبال شفیلد ونزدی، باشگاه فوتبال مادرول، و باشگاه فوتبال سلتیک اشاره کرد.
وی همچنین در تیم‌های ملی فوتبال زیر ۲۱ سال اسکاتلند و اسکاتلند بازی کرده‌است.
اودانل در ۲۰ دسامبر ۲۰۰۷ در حالی که عضو باشگاه فوتبال مادرول بود در جریان دیدار با باشگاه فوتبال داندی یونایتد درست زمانی که در شرف تعویض بود، بر اثر سکته قلبی در زمین مسابقه درگذشت. وی در زمان مرگ ۳۵ سال داشت.